# Kristian Gullichsen
Kristian Valter Alexander Gullichsen, född 29 september 1932 i Helsingfors, död 17 mars 2021 i Helsingfors, var en finländsk arkitekt. Han var son till Harry Gullichsen och Maire Gullichsen samt far till Alvar Gullichsen.

Gullichsen utexaminerades från Tekniska högskolan i Helsingfors 1960. Under studietiden praktiserade han på Alvar Aaltos byrå, tidvis också hos Heikki Sirén. Han inledde egen praktik 1961 i samarbete med Juhani Pallasmaa och arbetade 1965–1970 som utställningschef vid Finlands arkitekturmuseum. Tillsammans med kollegerna Erkki Kairamo och Timo Vormala grundade han 1973 arkitektbyrån Gullichsen Kairamo Vormala Arkkitehdit, som blivit en av landets främsta förespråkare för den nordiskt strama, ljusa och modernistiska arkitekturen.
Gullichsens arkitektur kännetecknas av ett ofta återkommande tema, där byggnadens långsida görs till en vit murvägg, som penetreras av olika motiv och bildar en sparsamt men mycket noggrant balanserad, närmast abstrakt helhet. Tillsammans med sina kolleger har han segrat i ett flertal arkitekttävlingar i Finland och utomlands. Han har (delvis tillsammans med kollegerna) förlänats bland annat statens byggnadspris 1978, priset för bästa stålkonstruktion 1984, statens miljöpris 1989 och 1990, årets byggnadsprojekt 1997, årets fasadpris 2000 och priset för bästa betongkonstruktion 1989, 1996 och 2000. 
Gullichsen har innehaft olika förtroendeuppdrag inom Finlands arkitektförbund och verkat som prisdomare i ett flertal nationella och internationella arkitekttävlingar. Han tilldelades professors titel 1986 och Pro Finlandia-medaljen 1996.

## Verk i urval
- Nordengatan 13 i Norrköping (1964)
- Björneborgs konstmuseum (1977–1981)
- Malms kyrka (1980)
- Grankulla kyrka och församlingscentrum (1979–1999)
- Kulturcentret Poleeni i Pieksämäki (1989)
- Stockmanns varuhus i Helsingfors centrum, utvidgning (tillsammans med Kairamo och Vormala, 1989)
- Ombyggnaden av tull- och packhuset på Skatudden i Helsingfors till hotell Grand Marina (tillsammans med Kairamo och Vormala, 1992)
- Olympos Housing, Brunnsparken i Helsingfors (1995)
- Kulturcentrum i Lleida, Spanien (seger i arkitekttävling 1997, uppfört 2003)
- Finska borgen (Finlands ambassad) i Stockholm (2001)

## Bilder

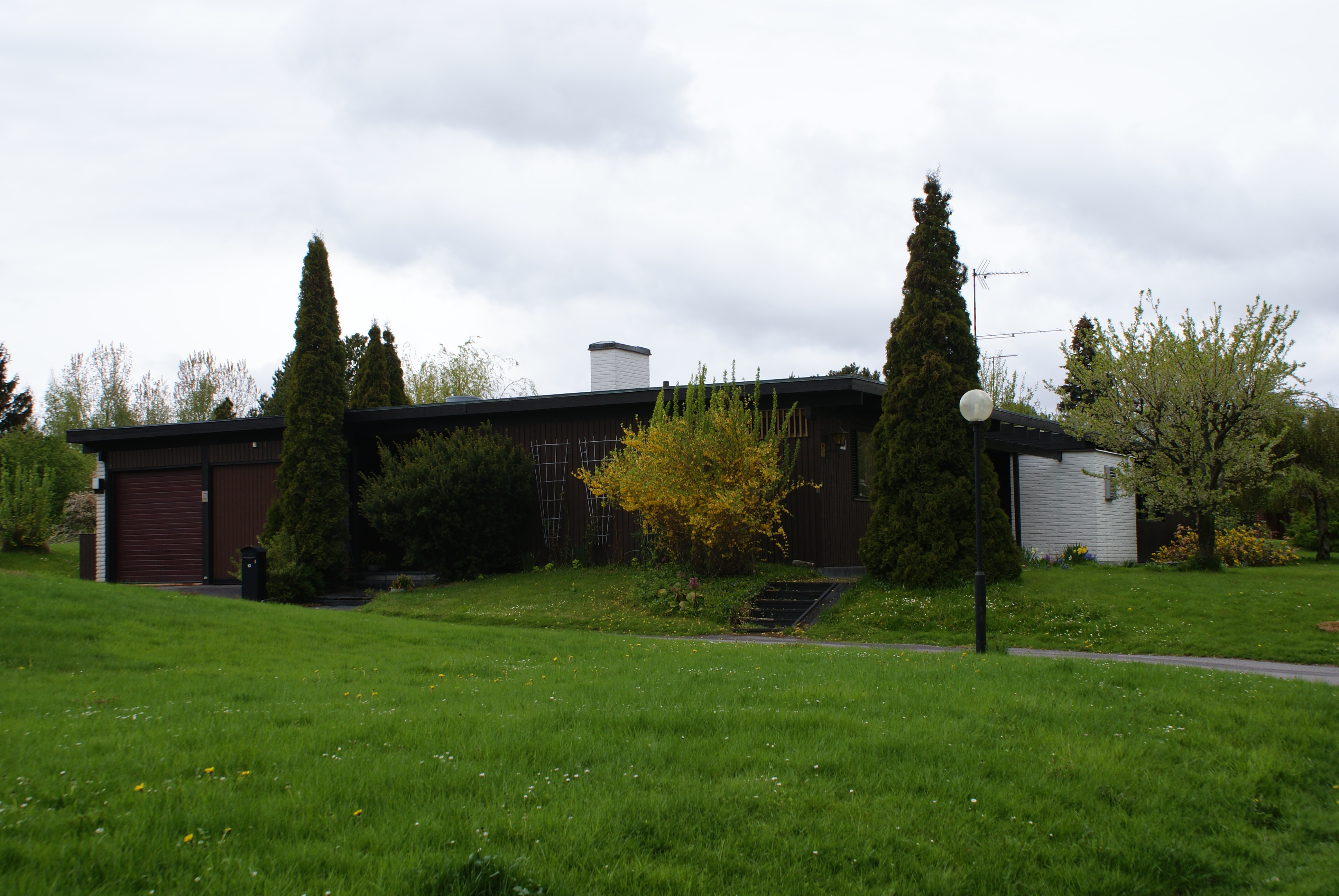
Nordengatan 13 i Norrköping, 1964.
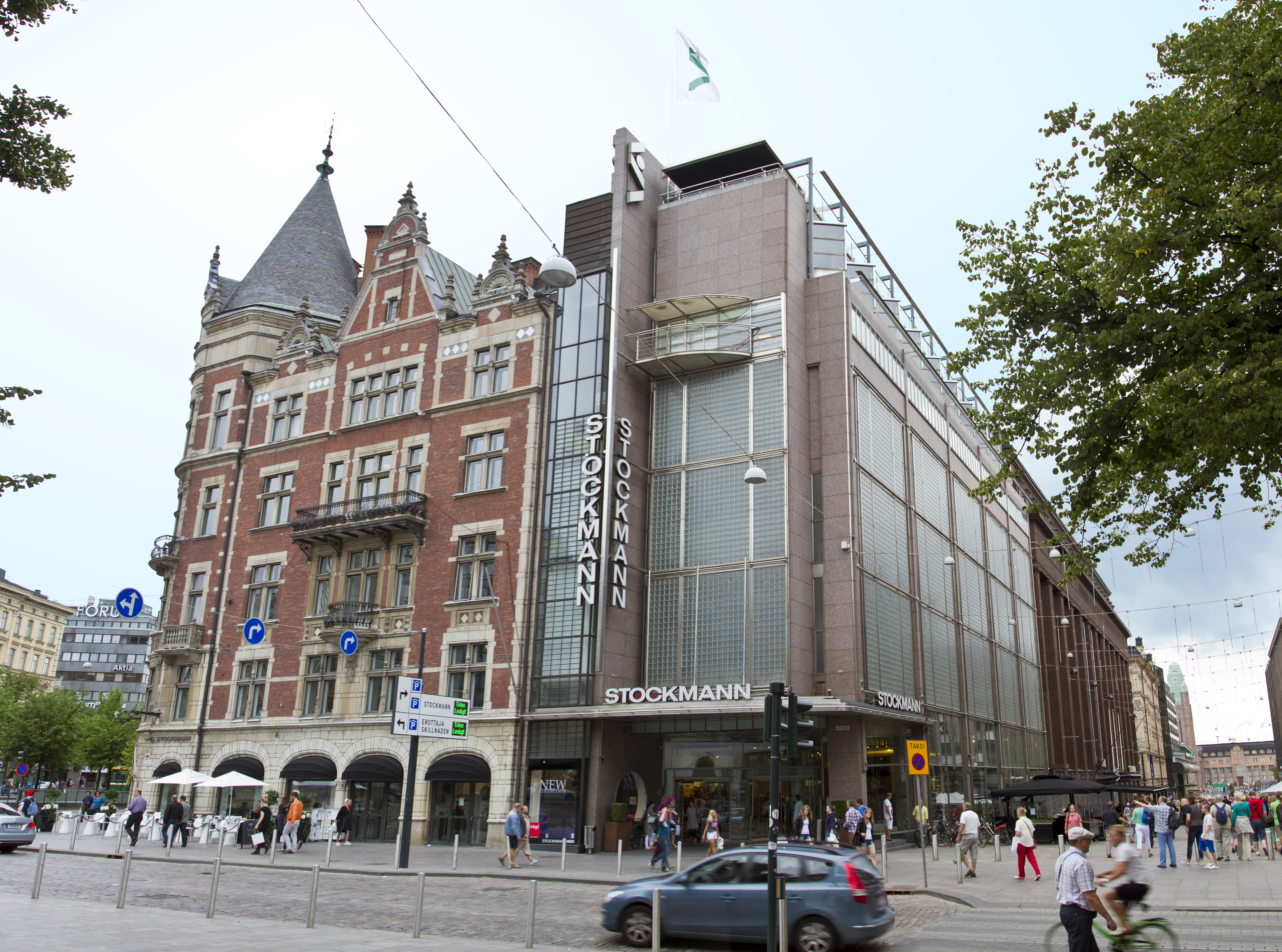
Stockmanns utvidgning, 1989
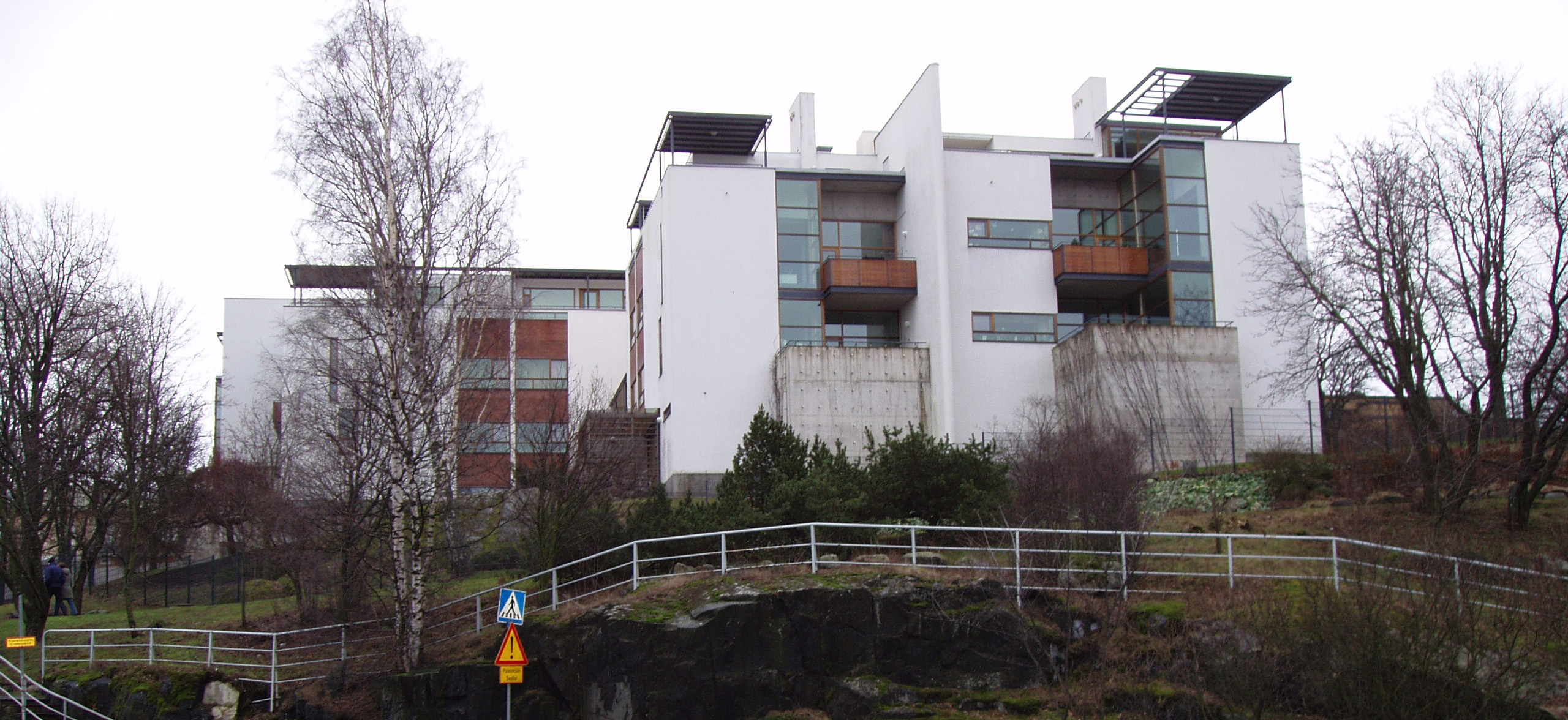
Olympos Housing, Helsingfors, 2000
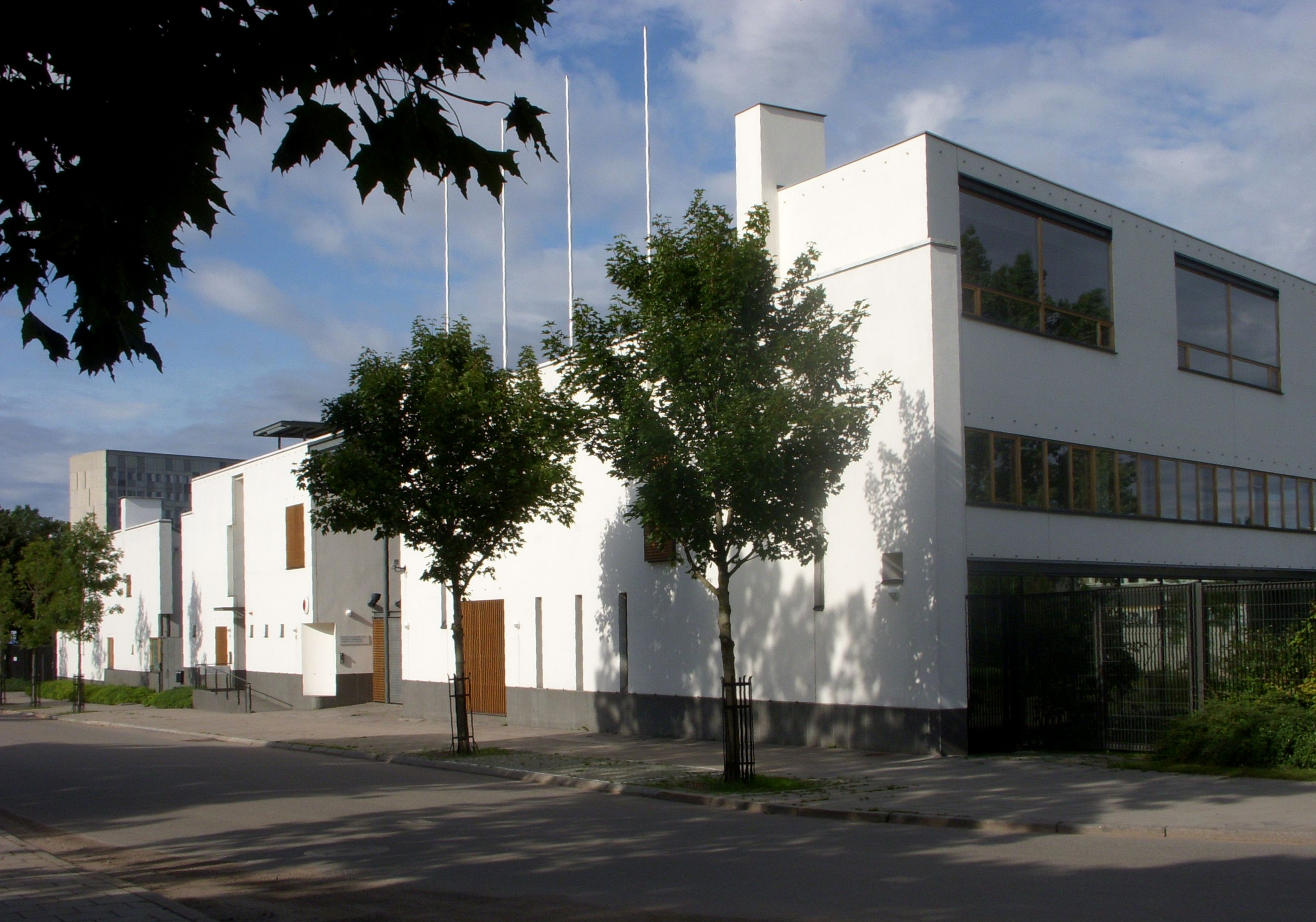
Finlands ambassad i Stockholm, 2001
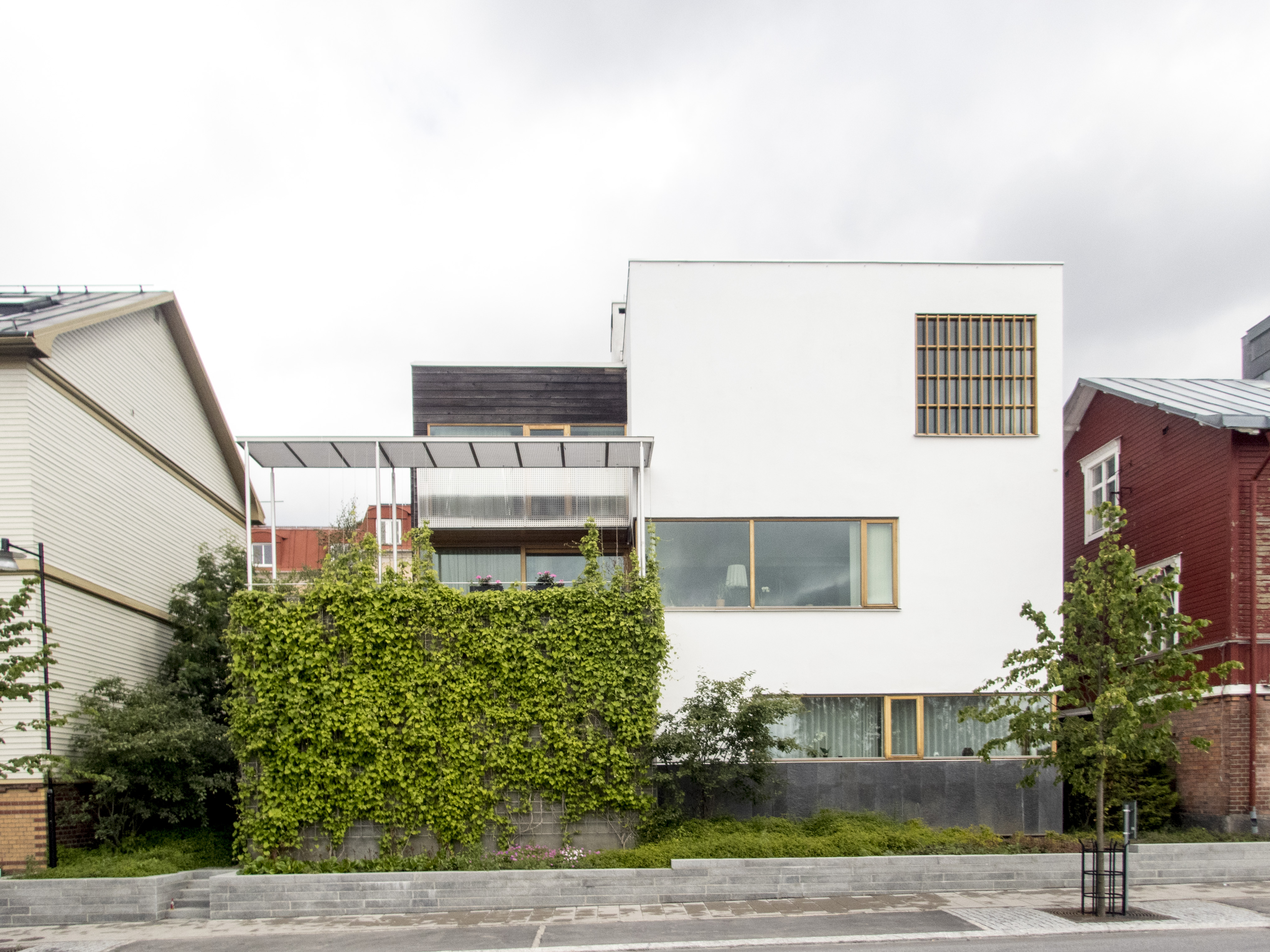
Villa i Umeå, 2006

### Uppslagsverk
- Patrick Eriksson: Gullichsen, Kristian i Uppslagsverket Finland (webbupplaga, 2012). CC-BY-SA 4.0
- ”Gullichsen, Kristian”. Biografiskt lexikon för Finland. Helsingfors: Svenska litteratursällskapet i Finland. 2008–2011. URN:NBN:fi:sls-5381-1416928957987